# 竹田愛里
竹田 愛里（たけだ あいり、10月28日 - ）は、日本の女性声優、舞台女優。東京都出身。

## 来歴
うぃなぁエンタテイメントを経て劇団21世紀FOXに長い間所属していた。東京都立芸術高等学校音楽科、国立音楽大学音楽学部卒業。

## 人物
特技はピアノ、童謡、古典イタリア歌曲。趣味はドライブ、カントリーグッズ収集。
免許は幼稚園教諭第一級、普通自動車運転免許。
方言は庄内弁。

## 出演作品

### テレビアニメ
- BLUE SEED（1994年、女生徒）
- 鬼神童子ZENKI（1995年、志穂、女子生徒）
- 逮捕しちゃうぞ（1996年、シンディ）
- キューティーハニーF（1997年、ジャングルクロー）
- 金田一少年の事件簿（1997年 - 1999年、茅杏子、斑目緑、葉多野春菜の母）
- ゲゲゲの鬼太郎（第4作）（1997年、房子）
- ドクタースランプ（1997年、母ゴリラ）
- ロードス島戦記-英雄騎士伝-（1998年、マーファ）
- 神風怪盗ジャンヌ（1999年、シスター）

### OVA
- 創竜伝（1991年）

### 吹き替え
- 恐竜家族（1991年、ママ）

### テレビ番組
- 理科教室小学校3年生（1986年、お姉さん）

### 舞台
- 森乃女学院千一夜物語〜青い時代の娘たち〜（2004年）
- デンガラガッタ（2016年） デンガラガッター劇団21世紀FOX無期限活動休止前の最終公演
- 終（つい）のすみか（2018年）劇団BLUESTAXI、2019年4月現在で出演した最新の公演[3]
- 家族日和―劇団BLUESTAXI（2019年）

他多数